# Boemund V
Boemund V (zm. 1251) – hrabia Trypolisu i książę Antiochii od 1233 do 1251.
Boemund V był synem Boemunda IV i jego pierwszej żony - Placencji z Gibelet. Podobnie jak jego ojciec, nie znosił joannitów oraz Królestwa Małej Armenii i sprzymierzył się z Templariuszami. Pokój z Armenią zawarto na krótko przed jego śmiercią dzięki mediacji króla Francji Ludwika IX.
Na krótko przed 11 sierpnia 1225 Boemund poślubił Alicję, księżniczkę jerozolimską jako córkę Izabeli Jerozolimskiej i królową-wdowę Cypru jako wdowę po Hugo I. Rozwiódł się z nią w 1229. W 1235 jego drugą żoną została Luciana (Lucienne) di Caccamo-Segni, wnuczka cioteczna papieża Innocentego III. Para miała dwoje dzieci:
- Boemunda VI (1237–1275), księcia Antiochii i hrabiego Trypolisu,
- Placencję (1236–1261), żonę (1) od 1250 Henryka I, króla Cypru, (2) od 1254 Baliana z Ibelinu, pana Arsuf.